# Pé Hawinkels

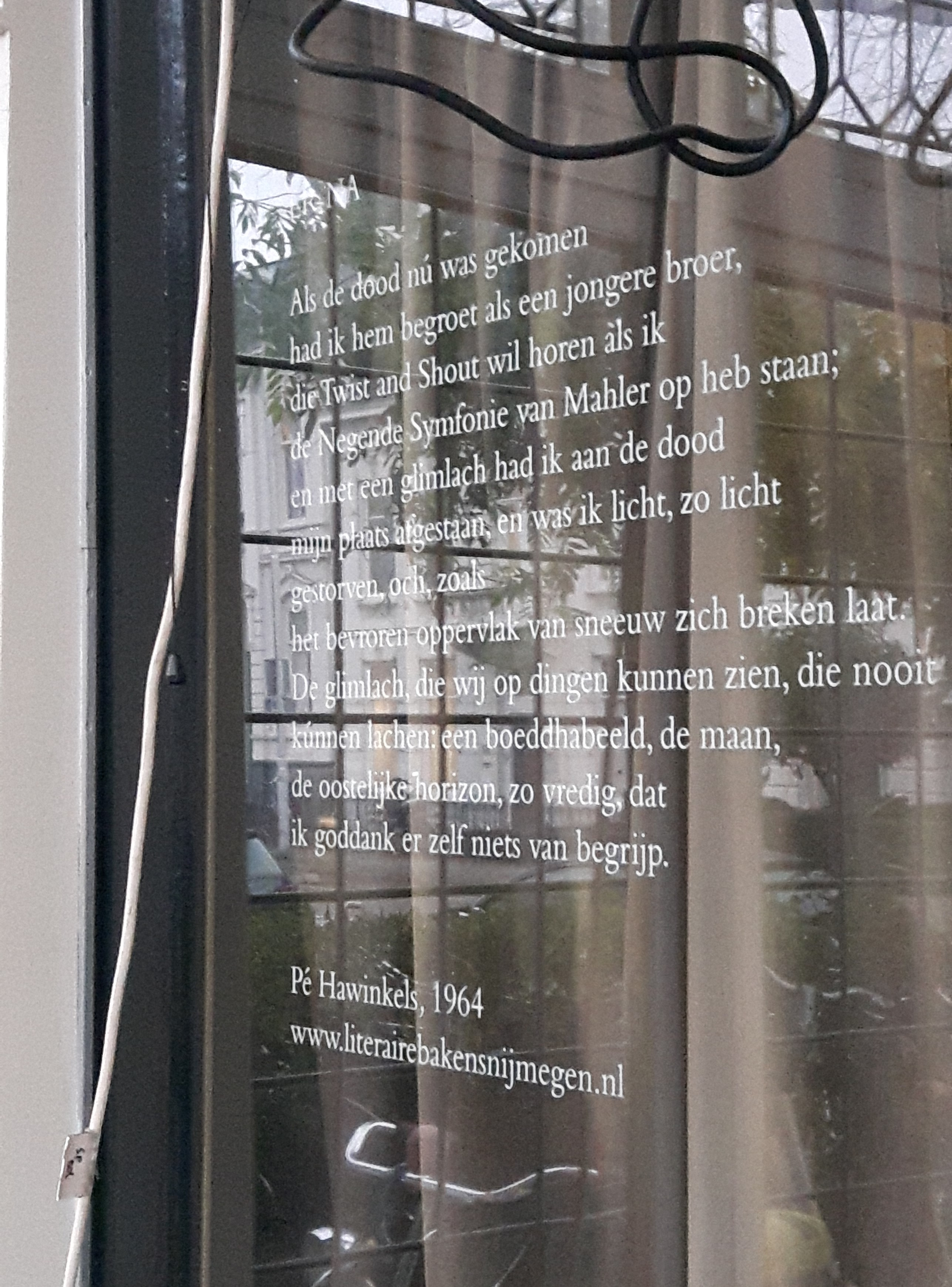
Gedicht 'Er na' op de gevel van Berg en Dalseweg 33A, Nijmegen

Petrus Hermandus Hubertus (Pé) Hawinkels (Hoensbroek, 29 september 1942 – Nijmegen, 16 augustus 1977) was een Nederlandse letterkundige, dichter, (tekst)schrijver en literair vertaler.

## Levensloop
Pé Hawinkels werd geboren op 29 september 1942 in Hoensbroek. Hij was het zesde kind van Adriana Maria Heijboer en Antonius Hubertus Wilhelmus Hawinkels. Hij werd gedoopt met de namen Petrus Hermandus Hubertus. De roepnaam Pé verwees naar een Friese oom. Hij ging naar de St. Petrusschool in Hoensbroek van september 1948 tot augustus 1954. In zijn Autobiografische flitsen en fratsen (1968) vinden we in geromantiseerde vorm veel terug over die lagere-schooltijd.
Na de lagere school ging hij naar het gymnasium van het Bernardinuscollege in Heerlen, hij werd een 'Bernardijn' (september 1954). In 1960 ging hij klassieke talen studeren aan de Katholieke Universiteit Nijmegen. In 1961 stapte hij over naar Nederlandse taal- en letterkunde.
Pé  was actief bij de studentenvereniging Diogenes en bij diverse universiteits- en studentenbladen (Vox Carolina, NUB) van Nijmegen.
Onder de vele publicaties van Hawinkels bevinden zich naast poëzie en proza ook vertalingen van Bijbelboeken en werken van onder meer Friedrich Nietzsche en Thomas Mann. Van de laatste vertaalde hij De Toverberg (1924). Ook schreef hij talrijke artikelen over jazz- en popmuziek en maakte hij songteksten voor Herman Brood.
Hawinkels stierf aan een hartaanval. Volgens de legende werd hij dood aangetroffen boven een krant waarin het nieuws van het overlijden van Elvis Presley stond vermeld. Herman Brood benoemt dit ook in een docu over/met hem "A star like me" als hij met een bos rozen naar het graf van Pé Hawinkels loopt.  (Dit is echter onmogelijk: het dode lichaam van Elvis werd op de dag van Hawinkels' overlijden (16 augustus 1977) om 14.30 uur lokale tijd ontdekt in Memphis (Tennessee)).

## Pé Hawinkels Prijs
In 2007 werd door de literaire organisatie Wintertuin de Pé Hawinkels Prijs ingesteld, voor “creatieve initiatieven die de grenzen van de literatuur oprekken”. De prijs wordt op onregelmatige basis uitgereikt: in 2007 werd hij toegekend aan Rob van Erkelens en in 2017 aan uitgever Jurgen Maas.

### Biografisch
- Moet dit een wereldbeeld verbeelden? Van en over Pé Hawinkels. Nijmegen: Uitgeverij SUN, 1979 (herinneringen en beschouwingen), onder redactie van Hugues C. Boekraad, Matth. Kockelkoren, Frans Kusters en Henk Struyker Boudier.[4]
- 40 jaar n.P., Pé Hawinkels, 1942-1977. Nijmeegs schrijver, dichter, vertaler. Red.: Collectief Vrienden van Pé. Nijmegen, 2017. [Boek met 2 CDs] ISBN 9789082735703[5]